# Campionato europeo Supermoto
Il Campionato Europeo Supermoto nasce nel 1997 in una categoria unica a cilindrata libera. Il primo a vincere un titolo europeo è il francese Gilles Salvador.
Dalla sua nascita fu considerato come campionato di massima espressione della disciplina, fino alla nascita del Campionato del Mondo Supermoto, nel 2002.
Dal 2007 si svolge lungo le stesse tappe del Campionato del Mondo.

## Categorie
| Anni        | Nome della categoria Europea (UEM) | Cilindrata (2 tempi) | Cilindrata (4 tempi) | Note            |
| ----------- | ---------------------------------- | -------------------- | -------------------- | --------------- |
| 1997 - 2002 | Open                               | <750cc               | <750cc               |                 |
| 2003        | 450                                | 175-250cc            | 290-450cc            |                 |
| 2003        | 650                                | 475-650cc            | 475-650cc            |                 |
| 2004 - 2006 | 450                                | 175-250cc            | 290-450cc            |                 |
| 2004 - 2006 | 250                                | <200cc               | <250cc               |                 |
| 2007 - 2010 | S3                                 | <200cc               | <250cc               | da 14 a 23 anni |
| 2007 - 2011 | Open                               | <750cc               | <750cc               | minimo 16 anni  |
| 2012 - ...  | S2                                 | <750cc               | <750cc               | minimo 16 anni  |

## Campioni d'Europa
Fino al 2001 massima competizione per Supermoto in assenza di una competizione mondiale (creata nel 2002)

Nelle stagioni 2017 e 2019 si è disputato solo il Campionato Europeo S2

### S2
| Anno                                                 | Superider                                        | Paese                                            | Moto                                             | Classe                                           |
| ---------------------------------------------------- | ------------------------------------------------ | ------------------------------------------------ | ------------------------------------------------ | ------------------------------------------------ |
| 2019                                                 | Thomas Chareyre                                  | Francia (bandiera)                               | TM                                               | S2                                               |
| 2018                                                 | Disputata solo la classe S1 campionato del mondo | Disputata solo la classe S1 campionato del mondo | Disputata solo la classe S1 campionato del mondo | Disputata solo la classe S1 campionato del mondo |
| 2017                                                 | Thomas Chareyre                                  | Francia (bandiera)                               | TM                                               | S2                                               |
| 2016                                                 | Petr Vorlíček                                    | Rep. Ceca (bandiera)                             | Honda                                            | S2                                               |
| 2015                                                 | Marc Reiner Schmidt                              | Germania (bandiera)                              | TM                                               | S2                                               |
| 2014                                                 | Asseri Kingelin                                  | Finlandia (bandiera)                             | Honda                                            | S2                                               |
| 2013                                                 | Edgardo Borrella                                 | Italia (bandiera)                                | Yamaha                                           | S2                                               |
| 2012                                                 | Petr Vorlíček                                    | Rep. Ceca (bandiera)                             | Honda                                            | S2                                               |
| 2011                                                 | Teo Monticelli                                   | Italia (bandiera)                                | Honda                                            | Open                                             |
| 2010                                                 | Uros Nastran                                     | Slovenia (bandiera)                              | Husqvarna                                        | Open                                             |
| 2009                                                 | Massimiliano Porfiri                             | Italia (bandiera)                                | Honda                                            | Open                                             |
| 2008                                                 | Luca D'Addato                                    | Italia (bandiera)                                | Honda                                            | Open                                             |
| 2007                                                 | Petr Vorlíček                                    | Rep. Ceca (bandiera)                             | Suzuki                                           | Open                                             |
| Non disputato dal 2004 al 2006, sostituito dalla 450 |                                                  |                                                  |                                                  |                                                  |
| 2003                                                 | Bernd Hiemer                                     | Germania (bandiera)                              | Husqvarna                                        | 650cc                                            |
| 2002                                                 | Thierry Van Den Bosch                            | Francia (bandiera)                               | KTM                                              | Open                                             |
| 2001                                                 | Eddy Seel                                        | Belgio (bandiera)                                | Husqvarna                                        | Open                                             |
| 2000                                                 | Thierry Van Den Bosch                            | Francia (bandiera)                               | Husqvarna                                        | Open                                             |
| 1999                                                 | Thierry Godfroid                                 | Belgio (bandiera)                                | Kawasaki                                         | Open                                             |
| 1998                                                 | Harald Ott                                       | Germania (bandiera)                              | Honda                                            | Open                                             |
| 1997                                                 | Gilles Salvador                                  | Francia (bandiera)                               | KTM                                              | Open                                             |

### S3
| Anno | Superider        | Paese                  | Moto   | Classe     |
| ---- | ---------------- | ---------------------- | ------ | ---------- |
| 2019 | Denis Fligr      | Rep. Ceca (bandiera)   | Honda  | S3         |
| 2018 | H. Ivanov        | Bulgaria (bandiera)    | Honda  | S3         |
| 2017 | Hakan Halmi      | Bulgaria (bandiera)    | Honda  | S3         |
| 2016 | Hakan Halmi      | Bulgaria (bandiera)    | Honda  | S3         |
| 2015 | Hakan Halmi      | Bulgaria (bandiera)    | Honda  | S3         |
| 2014 | A. R. Pac        | Turchia (bandiera)     | Honda  | S3         |
| 2013 | Devon Vermeulen  | Paesi Bassi (bandiera) | KTM    | YT         |
| 2012 | Devon Vermeulen  | Paesi Bassi (bandiera) | KTM    | YT         |
| 2011 | G. Cochev        | Bulgaria (bandiera)    | KTM    | S3 (250cc) |
| 2010 | Lukas Hollbacher | Austria (bandiera)     | KTM    | S3 (250cc) |
| 2009 | Angel Karanyotov | Bulgaria (bandiera)    | KTM    | S3 (250cc) |
| 2008 | Oliver Pope      | Regno Unito (bandiera) | KTM    | S3 (250cc) |
| 2007 | Baptiste Rheims  | Francia (bandiera)     | KTM    | S3 (250cc) |
| 2006 | Gyorgy Kokenyesi | Ungheria (bandiera)    | Yamaha | 250cc      |
| 2005 | Gyorgy Kokenyesi | Ungheria (bandiera)    | Yamaha | 250cc      |
| 2004 | Aurelien Rolland | Francia (bandiera)     | Yamaha | 250cc      |

### SM Junior
| Anno | Superider  | Paese                | Moto   | Classe    |
| ---- | ---------- | -------------------- | ------ | --------- |
| 2019 | Jan Ulman  | Rep. Ceca (bandiera) | TM     | SM Junior |
| 2018 | Jan Ulman  | Rep. Ceca (bandiera) | TM     | SM Junior |
| 2017 | K. Ivanov  | Bulgaria (bandiera)  | Honda  | SM Junior |
| 2016 | D. Petrov  | Bulgaria (bandiera)  | Honda  | 85cc+65cc |
| 2015 | D. E. Oncu | Turchia (bandiera)   | Honda  | 85cc      |
| 2014 | C. Oncu    | Turchia (bandiera)   | Honda  | 85cc      |
| 2011 | M. Ivanov  | Bulgaria (bandiera)  | Yamaha | 85cc      |

### 450cc
| Anno | Superider         | Paese                  | Moto   | Classe |
| ---- | ----------------- | ---------------------- | ------ | ------ |
| 2006 | Beno Stern        | Slovenia (bandiera)    | Yamaha | 450cc  |
| 2005 | Aleš Hlad         | Slovenia (bandiera)    | KTM    | 450cc  |
| 2004 | Marcel Van Drunen | Paesi Bassi (bandiera) | Yamaha | 450cc  |
| 2003 | Max Verderosa     | Italia (bandiera)      | Honda  | 450cc  |